# Georg Philipp Telemann
Georg Philipp Telemann (14 tháng 3 1681 - 25 tháng 6 1767) là một nhà soạn nhạc người Đức. Sinh tại Magdeburg, ông tự học nhạc và theo học ngành luật ở trường đại học Leipzig. Ông là nhà soạn nhạc cùng thời với Johann Sebastian Bach, Antonio Vivaldi và là bạn trí cốt của George Frideric Handel. Dù ngày nay Bach được coi là nhà soạn nhạc nổi tiếng hơn nhưng Telemann lại được biết đến với tài năng âm nhạc ở thời của ông.
Telemann đi du lịch nhiều nơi, ông tiếp nhận nhiều thể loại âm nhạc và kết hợp chúng vào các sáng tác của mình. Ông nổi tiếng với các bản concerto kết hợp đa nhạc cụ ít thấy ở các nhà soạn nhạc khác, ví dụ như đàn anto, trumpet hay clavico. Ông từng giữ một chuỗi những chức vị quan trọng, trong đó phải kể đến vai trò chỉ đạo âm nhạc cho 5 nhà thờ lớn nhất ở Hamburg, từ năm 1720 tới khi ông qua đời năm 1767.

## Trích đoạn
- Trục trặc khi nghe? Xem hướng dẫn.